# The Sims 2: Ночная жизнь
The Sims 2: Ночная жизнь (англ. The Sims 2: Nightlife) — второе дополнение к симулятору жизни The Sims 2. Для запуска дополнения требуется наличие оригинальной версии игры. Ключевая особенность игры заключается в возможности посещения ночных клубов и ресторанов. Ночная жизнь добавляет множество взаимодействий, связанных с вечеринками и клубной жизнью, а также расширено романтическое взаимодействие персонажей. Игра вышла 13 сентября 2005 года и стала хитом продаж в течение месяца. В России игра вышла 27 апреля 2006 года, русской локализацией занималась компания 1С-СофтКлаб.
The Sims 2: Ночная жизнь является преемником The Sims: Hot Date — дополнения для The Sims, которое, наряду с Unleashed, стало самым популярным дополнением к первому симулятору. Поэтому выпуск расширения, добавляющего клубную жизнь и вечеринки для The Sims 2 был очевидным. Чтобы дополнение сделать интереснее, разработчики уделили много вниманию ресторанному бизнесу и разным взаимодействиям, доступным в клубных заведениях. Помимо этого разработчиками было добавлено множество пасхальных яиц и интересных персонажей. Вместе с дополнением в игру было добавлено множество ремиксов, в том числе известного музыканта Junkie XL.

## Игровой процесс
Дополнение добавляет район — Центр города (англ. Downtown), который технически является отдельным городом, в который можно попасть через особое меню загрузки. К каждому городку можно загрузить готовый «Центр Города», где по умолчанию будут добавлены множество общественных заведений с клубами или же создать новый центр из пустой локации. Помимо этого, расширение добавляет множество расширений в базовый геймплей: появилась возможность покупки автомобиля, который можно использовать как личное транспортное средство, и строительства собственного гаража. В расширении доступен тип общественного участка — ночной клуб, где персонаж может принимать участие в зажигательных вечеринках, экспериментировать у диджей-стойки, проводить время у бара, развлекаться у дорожки для боулинга, пытать счастье в карточных играх, петь караоке и так далее. Дополнение вводит возможность приглашать друг друга на свидание, успех которого зависит от выполнения определённых взаимодействий. Также был внедрён ресторанный сервис. Появились стойки для менеджера ресторана. Персонаж может начать собственный ресторанный бизнес или просто посещать ресторан с друзьями. Усовершенствовалось поведение персонажей: на отношения теперь влияют характер персонажа, его жизненные цели, а также два предпочтения («фетиши») и одно отторжение («стоп-сигналы»). Персонажи, у которых фетиши совпадают, чувствуют симпатию друг ко другу, легче знакомятся, а их отношения быстро улучшаются. А если сим обладает стоп-сигналом, то знакомство, наоборот, даётся тяжело и отношения потом заходят в тупик. Романтические действия были значительно расширены, персонажам доступны дополнительные виды поцелуев и флирта. Также симы могут дарить друг другу подарки. Расширение вводит коллекцию мебели в клубном стиле, позволяющую в соответствующей тематике оформить ночной клуб, ресторан, боулинг-клуб, и казино. Дополнения также добавляет несколько видов уникальных неигровых персонажей, таких как гадалка, которая предоставляет свои услуги гадания за деньги. Она может помочь найти персонажу партнера, излечиться от вампиризма и даже устроить свидание вслепую. Другой уникальный персонаж представляет собой госпожу Пьяную-Помятую — пожилую женщину, которая встречается иногда на общественных участках «центра города» и всегда гневно реагирует на флиртующих или полуголых персонажей, и за это отчитывает их и бьёт сумочкой.
Дополнение добавляет сверхъестественных существ вампиров, которые боятся солнца и имеют бледную кожу и красные глаза. Иногда ночные заведения посещают так называемые графы-вампиры, которые могут обратить персонажа в себе подобного. Если завезти дружбу с вампиром, то он укусит персонажа и превратит его тоже в нечисть. Вампиры не стареют и не умирают от старости. Ночью потребности вампиров не уменьшаются, но если он попал под солнечный свет, потребности уменьшаются со стремительной скоростью и даже могут стать причиной его скоропостижной смерти. Чтобы уберечься от дневного света, вампиры должны в течение светлого времени суток спать в гробу или находиться в доме без окон. Вампиры способны превращаться в летучих мышей и передвигаться по воздуху.

## Разработка
Выход дополнения, посвящённым вечеринкам и ночной жизни, был ожидаемым, благодаря большому успеху дополнения The Sims: Hot Date в 2001 года. Разработчики упоминали, что при создании The Sims 2 работали прежде всего над геймплеем в пределах жилого участка, связанной с бытовой и семейной жизнью. Хотя в базовой игре присутствовали общественные участки, у симов было мало причин выбираться за пределы дома. Вместе в «Ночной жизнью» создатели наоборот хотели предоставить игрокам как можно больше причин выбраться за пределы дома. В игру был добавлен центральный район, реализованный в виде отдельного игрового мира, который может быть привязан к любому городку, аналогично кампусам из «Университета», чтобы игроки могли отправлять туда раннее созданных симов без необходимости переселять их.
Для городка было создано более 20 разнообразных общественных участков, бары, закусочные, рестораны, дискотеки, караоке-клубы, боулинг-клубы, игорные дома и покерные клубы итд. При разработке общественных участков особый акцент делался на механику ресторанного бизнеса, возможность обедать в общественном заведении с друзьями, а также общественные мероприятия в барах и клубах, где персонаж смог бы найти себе множество развлечений. Разработчики решили добавить в игру множество пасхальных яиц и неуправляемых персонажей с уникальными взаимодействиями. Учитывая тематику дополнения, разработчиками были добавлены ряд дополнительных любовных взаимодействий между симами, которые придавали игре более эротичный, «взрослый» вид.
Для того, чтобы привнести в дополнение что-то новое, было решено добавить в него машины. По словам дизайнера Тима ЛеТурне, это было следствием того, что команда последние пять лет постоянно думала о добавлении машин в серию, но не каждый раз не решались идти на данный шаг, так как разработка движений, действий, связанных с машиной и её управления являются довольно сложными, при этом в компании намеревались оправдать ожидания фанатов.

## Анонс и выход
Сам намёк на выпуск дополнения присутствовал ещё в первом дополнении — Университет, где на лавке магазина, персонажи могли купить диск с изображением игры, предлагающей посетить ночной клуб и устроить романтический ужин. Официальный анонс предстоящего дополнения состоялся 5 апреля 2005 года. Первое видео, показывающее подробности геймплея было показано на выставке Е3 в мае 2005 года; также было объявлено, что игра закончила бета-тестирование и разработчики занимаются устранением неточностей в игре. Перед выходом дополнения, разработчики организовали конкурс на создание одежды для создателей пользовательского контента, участники конкурса должны были продемонстрировать созданный контент, подходящий для тематики дополнения. Конкурс прошли четыре победителя, чьи костюмы — два женских и два мужских были добавлены в дополнение.
Выход дополнения состоялся 13 сентября 2005 года и расширение мгновенно возглавило список самых продаваемых игр для ПК в сентябре, сумев удерживать первую позицию до начала октября. Дополнение заняло 10 место в списке самых продаваемых игр для ПК в 2006 году. В декабре 2005 года стало известно, что компания СофтКлаб готовит к выпуску дополнение с русской локализацией в России, при этом запуск дополнения на языке оригинала не был допустим на русскою версию The Sims 2. Выход русской локализации состоялся 27 апреля 2006 года.
16 июля 2014 года, дополнение было выпущено в составе коллекции The Sims 2 Ultimate Collection и было временно и бесплатно доступно для скачивания в Origin, а также 7 августа того же года в составе коллекции The Sims 2 Super Collection для операционной системы Mac OS X.

## Музыка
К дополнению было выпущено множество ремиксов стандартной музыки композитора Марка Мазерсбо из базовой игры The Sims 2, в том числе ремикс известного музыканта Junkie XL, также создавшего ремиксы для другой известной игры — Need for Speed. Он стал также первым музыкантом, сотрудничавшем лейблом Artwerk, только что созданным в рамках партнёрского соглашения EA Games с Nettwerk Music Group.
Его композиции можно услышать в режиме городка и строительства. Помимо этого, множество остальных ремиксов можно услышать, если включить музыку у стойки диджея в режиме жизни. Музыкальная темы зависит от типа участка, на которой она играет, в клубах это например техно, а в закусочных ретро-рок.
Треки были собраны в музыкальный альбом под названием The Sims 2: Nightlife, который был выпущен к концу 2005 года, наряду со множеством других альбомов игр после открытия Electronic Arts собственной музыкальной марки — EA Recordings.
Артисты, ещё малоизвестные на момент записи саундтреков к The Sims 2 заметили, что это оказало важное влияние на их дальнейшею карьеру. Например Lemon Jelly в то время выпустили три альбома тиражом в 1000 копий. Присутствие некоторых песен в саундтреке The Sims 2 привело к тому, что данные альбомы стали редкими и ценными коллекционными предметами среди поклонников The Sims.
| №                   | Название                       | Автор(ы)                                 | Длительность |
| ------------------- | ------------------------------ | ---------------------------------------- | ------------ |
| 1.                  | «The Sims Theme (ремикс)»      | Junkie XL, Марк Мазерсбо                 | 4:03         |
| 2.                  | «The Arch of the Sim (ремикс)» | Марк Мазерсбо, Адам Фриланд              | 4:10         |
| 3.                  | «Shopping Spree (ремикс)»      | Марк Мазерсбо, General Midi              | 2:55         |
| 4.                  | «Sim the Builder (ремикс)»     | Марк Мазерсбо, Hyper                     | 4:54         |
| 5.                  | «The Sims Theme (ремикс)»      | Марк Мазерсбо, Ник Франглен, Lemon Jelly | 3:21         |
| 6.                  | «Sim Time Sim Place (ремикс)»  | Марк Мазерсбо, Hyper                     | 5:26         |
| 7.                  | «Sims 2 Theme (ремикс)»        | Марк Мазерсбо, Тимо Маас                 | 3:10         |
| 8.                  | «Stop and Sim (ремикс)»        | Марк Мазерсбо, General MIDI              | 3:32         |
| 9.                  | «Makeover (ремикс)»            | Марк Мазерсбо, Ник Франглен, Lemon Jelly | 5:37         |
| 10.                 | «Busy (ремикс)»                | Марк Мазерсбо, Адам Фриланд              | 4:00         |
| 11.                 | «First Volley (ремикс)»        | Марк Мазерсбо, General MIDI              | 4:04         |
| 12.                 | «Arch of the Sims (ремикс)»    | Марк Мазерсбо, Ник Франглен, Lemon Jelly | 4:59         |
| 13.                 | «Makeover (ремикс)»            | Марк Мазерсбо, Адам Фриланд              | 4:13         |
| 14.                 | «Sim Time Sim Place (ремикс)»  | Марк Мазерсбо, Ник Франглен, Lemon Jelly | 4:12         |
| Общая длительность: | Общая длительность:            | Общая длительность:                      | 61:19        |

| №   | Название                                                       | Автор(ы)                | жанр/звучит в? | Длительность |
| --- | -------------------------------------------------------------- | ----------------------- | -------------- | ------------ |
| 1.  | «Флейта квартет ля мажор. Хоб.II:A4 - III Минует»              | Йозеф Алоис Шмиттбаур   | классика       | 3:30         |
| 2.  | «Венгерский танец номер 7 (орк. Халле)»                        | Иоганнес Брамс          | классика       | 1:50         |
| 3.  | «Квинтет ля-мажор K.581 - IV Алегретто кон Вариазиони»         | Вольфганг Амадей Моцарт | классика       | 4:47         |
| 4.  | «Серенада, струнный квартет фа-минор. оп. 3 ном. 5 II Анданте» | Роман Хоффштеттер       | классика       | 4:40         |
| 5.  | ««Standchen» Серенада Д:957 номер 4 (скрипка и струнные)»      | Франц Шуберт            | классика       | 3:18         |
| 6.  | «Струнный квартет ми-бемоль мажор оп. 1 номер 2 Мунуетт, Трио» | Йозеф Гайдн             | классика       | 2:59         |
| 7.  | «Comansnala»                                                   | EA Games                | олдиз          | 3:07         |
| 8.  | «Ishneticht»                                                   | EA Games                | олдиз          | 3:23         |
| 9.  | «Muenwana»                                                     | EA Games                | олдиз          | 3:10         |
| 10. | «Onta Da Lupa»                                                 | EA Games                | олдиз          | 3:03         |
| 11. | «Wa Wa Wa»                                                     | EA Games                | олдиз          | 3:30         |

Издания из пределами США также включали эксклюзивные мелодии:
| №   | Название                               | Автор(ы)         | Страна издания                                               | Длительность |
| --- | -------------------------------------- | ---------------- | ------------------------------------------------------------ | ------------ |
| 1.  | «Heartbeat»                            | Annie            | Бразилия, Португалия, Чехия, Дания, Норвегия, Великобритания | 3:06         |
| 2.  | «Hubny Harb (Hungry Heart)»            | Кристиан Форсс   | Чехия, Финляндия, Норвегия, Великобритания                   | 3:33         |
| 3.  | «Jump»                                 | The Faders       | Дания, Финляндия, Германия, Испания, Великобритания          | 3:27         |
| 4.  | «What It Takes»                        | The Faders       | Великобритания                                               | 3:23         |
| 5.  | «Chewing Gum»                          | Annie            | Германия, Норвегия                                           | 3:56         |
| 6.  | «Cry»                                  | Victoria         | Бразилия, Португалия, Чехия Финляндия                        | 3:30         |
| 7.  | «Madre»                                | Andy & Lucas     | Испания                                                      |              |
| 8.  | «Mi Barrio»                            | Andy & Lucas     | Бразилия, Португалия, Чехия, Германия, Испания               | 3:36         |
| 9.  | «O Blay Wobba Zoon (All I Want To Do)» | LUX Spencers     | Дания                                                        | 3:19         |
| 10. | «Run With Me»                          | Жанетт Бидерманн | Бразилия, Португалия, Германия                               | 3:35         |
| 11. | «Summer Lovin'»                        | Джон Норгаард    | Дания, Финляндия, Норвегия, Испания                          | 3:21         |

## Оценки и мнения
| Сводный рейтинг       | Сводный рейтинг |
| Агрегатор             | Оценка          |
| --------------------- | --------------- |
| GameRankings          | 76,07 %         |
| Иноязычные издания    |                 |
| Издание               | Оценка          |
| Eurogamer             | [ 26 ]          |
| GameSpy               | [ 27 ]          |
| IGN                   | [ 28 ]          |
| WorthPlaying          | [ 29 ]          |
| Game Chronicles       | 9,8/10          |
| Gamers Temple         | 86 %            |
| CDAction              | 8/10            |
| Русскоязычные издания |                 |
| Издание               | Оценка          |
| Absolute Games        | 6,5/10          |

Игра получила в основном положительные отзывы от критиков. Средняя оценка, составленная сайтом Metacritic, составляет 76 баллов из 100 возможных, оценка простых пользователей составляет 87 из 100. Дополнение было номинировано на премию Golden Joystick Awards в 2006 году как лучшая игра года для ПК.
Критик сайта Worth Playing похвалил дополнение за большое разнообразие новых общественных заведений: баров и ресторанов, доступных вместе с загрузкой особого города. Помимо этого, рецензент оказался доволен добавлением множества новых развлечений, которые обязательно сделают любую вечеринку интересной, усовершенствованием модели поведения персонажей, добавлением в игру нового вида стремления для персонажа, а также улучшенной визуализацией, позволяющей видеть здания и деревья за пределами участка, что придаёт игре дополнительную реалистичность. Однако критик остался недоволен тем, что в игру не добавили новый вид профессии.
Похожего мнения придерживается представитель сайта Game Chronicles Махамари Цукитака, отметив, что дополнение добавляет в игру множество интересных вещей и обилие модных аксессуаров, а также новый «Центр Города», предоставляющий крупный выбор разных общественных заведений. Новая одежда и усовершенствованная модель поведения делает симов более живыми и привлекательными. Критик также похвалил дополнение за усовершенствование окружающего мира, позволяющего видеть здание своих соседей и добавление множества музыкальных треков в игру. В общем Цукитака признал, что дополнение существенно обогатило геймплей базовой игры.
Дейв Косак из сайта GameSpy оставил сдержанный отзыв. С одной стороны он похвалил дополнение за введение множества новых мероприятий, но считает, что первое дополнение для The Sims 2 — Университет — добавляло в игру гораздо больше интересных вещей и существеннее расширило основной геймплей. В остальном критик похвалил игру за введение множества интересных общественных заведений, новых видов развлечений и возможность управлять машиной. В общем Косак назвал дополнение хорошим, но не революционным. Рецензент сайта Absolute Games Владимир Горячев назвал дополнение блюдом, приправленным множеством специй, а поиск второй половинки стал сложнее в хорошем смысле и выглядит правдоподобнее. Однако, по мнению критика, дополнение никак не повлияло на игровой движок основной игры, поэтому игрокам по прежнему придётся ждать раздражающие загрузки локации.
Ещё один сдержанный отзыв к игре оставил Кристан Рид. Хотя он и признал, что личность виртуальных людей была улучшена, но дополнение не сумело исправить существенные недостатки, присущие базовой игре The Sims 2, связанные главным образом с любовными отношениями, или изолированными локациями. Например в игре по прежнему для развития любовных отношений требуется добиться крепкой дружбы, что выглядит неестественно и особенно для тех персонажей, которые любят вести клубный образ жизни.

### Влияние
Многие элементы из дополнения «Ночная жизнь» стали обязательными атрибутами в дополнениях будущих игр франшизы The Sims. Например к The Sims 3 вышло аналогичное дополнение «The Sims 3: В сумерках». В «Ночной жизни» впервые были представлены вампиры, как управляемый оккультный вид и который впоследствии станет самым любимым у фанатов серии, хотя в этом дополнении они не такие сильные, как их «собратья» из будущих частей и их образы старомодны и стереотипны. Также в этом дополнении появлялась Госпожа Пьяная-Помятая. Хотя она появлялась в первой The Sims, именно вместе с этим дополнением персонаж приобрела культовый статус в среде фанатов The Sims.